# Wilgotnica torfowiskowa
Wilgotnica torfowiskowa (Hygrocybe helobia (Arnolds) Bon) – gatunek grzybów z rodziny wodnichowatych (Hygrophoraceae).

## Systematyka i nazewnictwo
Pozycja w klasyfikacji według Index Fungorum: Hygrocybe, Hygrophoraceae, Agaricales, Agaricomycetidae, Agaricomycetes, Agaricomycotina, Basidiomycota, Fungi.
Po raz pierwszy takson ten zdiagnozował w 1974 r. Eef Arnolds nadając mu nazwę Hygrophorus helobius. Obecną, uznaną przez Index Fungorum nazwę nadał mu w 1976 r. Marcel Bon, przenosząc go do rodzaju Hygrocybe.
Synonimy naukowe:
- Hygrocybe miniatoalba (Pat.) F.H. Møller 1945
- Hygrophorus helobius Arnolds 1974
- Hygrophorus miniatoalbus Pat. 1913
- Pseudohygrocybe helobia (Arnolds) Kovalenko 1988

Nazwę polską nadała Barbara Gumińska w 1997 r. 

## Morfologia
Kapelusz
Średnica 0,8–2,5 cm, kształt początkowo łukowaty z podwiniętym brzegiem, później płaskołukowaty, brzeg wygięty w dół, środek kapelusza nieco wklęsły. Brzegi w niektórych miejscach pofalowane, ale bez prążkowania. Powierzchnia matowa, sucha, chropowata, u młodych okazów szkarłatnopomarańczowa, u starszych lub wysychających żółtopomarańczowa. Charakterystyczną cechą są odstające łuski o barwie takiej jak kapelusz, lub jaśniejszej, szczególnie liczne na szczycie kapelusza
Blaszki
Szerokie i szeroko przyrośnięte lub zbiegające ząbkiem. U młodych okazów są białe z różowym odcieniem, później jasnożółte. Ostrza blaszek bywają pofałdowane. Niektóre źródła podają, że rozkruszone blaszki mają zapach czosnku.
Trzon
Wysokość 2–4 cm, średnica 2–4 mm, walcowy, kruchy, w środku pusty, czasami wygięty lub spłaszczony. Powierzchnia gładka, sucha, górą o barwie pomarańczowoczerwonej, dołem jaśniejszy – żółtopomarańczowy.
Miąższ
Cienki, kruchy,żółtopomarańczowy, nie zmieniający barwy po uszkodzeniu. Smak i zapach niewyraźny.
Wysyp zarodników
Biały. Zarodniki bezbarwne, elipsoidalne, gładkie, z kilkoma kroplami, nieamyloidalne. Mają rozmiar 8–10 × 5–6 μm.

## Występowanie i siedlisko
Występuje tylko w Europie. W Polsce gatunek dość rzadki.
Owocniki wytwarza od lipca do października. Rośnie w lasach wśród mchów, na łąkach i na torfowiskach, także czasami na wrzosowiskach, śródleśnych polanach i na świeżo przyciętych trawnikach.

## Znaczenie
Według niektórych źródeł prawdopodobnie grzyb mikoryzowy współżyjący z trawami, według innych saprotrof żyjący na martwych korzeniach traw, ale być może także współżyje z mchami. Grzyb niejadalny.

## Gatunki podobne
W Polsce występuje kilka gatunków wilgotnic, których wspólną cechą jest czerwona barwa, drobne rozmiary i łuseczkowaty kapelusz. Głównymi morfologicznymi cechami umożliwiającymi ich rozróżnienie są: blaszki, łuseczki kapelusza i subtelne różnice w ubarwieniu.
- wilgotnica czerwona (Hygrocybe coccineocremata). Łuseczki kapelusza są ciemniejsze od niego: mają barwę od brązowej do czarnej,
- wilgotnica purpurowa (Hygrocybe miniata). Łuski kapelusza tej samej co on barwy, lub jaśniejsze, blaszki pomarańczowoczerwone,
- wilgotnica szkarłatna (Hygrocybe coccinea). Na kapeluszu włókienka promieniście wrośnięte, blaszki o barwie od czerwonopomarańczowej do żółtopomarańczowej,
- wilgotnica lejkowata (Hygrocybe cantharellus). Kapelusz pomarańczowoczerwony, łuski tej barwy co kapelusz, lub jaśniejsze.